# Клубні блага

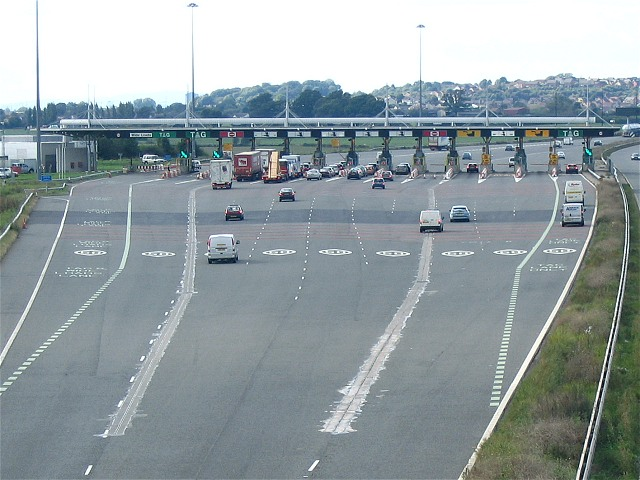
Неперевантажена платна дорога - приклад клубного блага. Можна виключити когось з використання ним, просто заборонивши їм доступ, але це не є суперницьким добром, оскільки використання однією людиною дороги не зменшує її корисність для інших.

Клубні блага (також штучно дефіцитні блага) є видом благ в економіці,  що іноді класифікуються як підтип суспільних благ, які є винятковими, але неконкурентоспроможними, принаймні, до досягнення точки, в якій виникають затори. Часто ці товари демонструють високу виключність, але водночас низьку конкуренцію у споживанні. Через таку низьку конкуренцію в споживанні, клубні товари мають по суті нульові граничні витрати та, як правило, забезпечуються тими, кого зазвичай називають природними монополіями.  Крім того, клубні блага мають штучний дефіцит.  
Теорія клубів - область економіки, яка вивчає такі блага.  Одне з найвідоміших положень Теорії опублікував Джеймс М. Б'юкенен у 1965 р. у праці "Економічна теорія клубів". В ній він торкається питання про те, як чисельність групи впливає на добровільне забезпечення суспільного блага і більш принципово забезпечує теоретичну структуру комунальних благ або домовленості про колективну власність та споживання. 

## Матриця визначення
Шаблон:Good (economics)
|                     | Виняткові блага                                             | Невиняткові блага                                                    |
| Конкурентне благо   | Приватні товари харчування, одяг, машини, паркувальні місця | Загальнодоступні ресурси рибні запаси, деревина, вугілля             |
| Неконкурентне благо | Клубні кінотеатри, приватні парки, супутникове телебачення  | Громадські блага, безкоштовне телебачення, ефір, національна оборона |

## Приклади клубних благ
Прикладами клубних благ є кінотеатри, кабельне телебачення, доступ до авторських прав, а також послуги, які соціальні чи релігійні клуби надають своїм членам. ЄС також трактується як клубне благо, оскільки послуги, які він надає, можуть бути виключені з країн, що не є членами ЄС, але декілька послуг не є конкурентами у споживанні. Сюди можна віднести вільний рух товарів, послуг, людей та капіталу у межах внутрішнього ринку та участь у спільній валюті: наприклад, додавання додаткових країн до Шенгенської зони не ускладнить громадянам нинішніх членів ЄС переміщення між країн. 
Громадські блага з пільгами, обмеженими певною групою, можуть вважатися клубними благами. Наприклад, витрати, які приносять користь усім дітям у домогосподарстві, але не дорослим. Наявність клубних благ для дітей може компенсувати наслідки конкурентної боротьби між братами і сестрами за приватні інвестиції у багатодітні сім'ї. Хоча велика кількість дітей у сім'ї зазвичай зменшує коефіцієнт приватних інвестицій на одну дитину, через конкуренцію за ресурси, вплив більшої родини на блага не настільки простий. Внаслідок економії на масштабі, коефіцієнт інвестицій у клубні блага з часом може зрости, оскільки відносна ціна знижується, коли в цьому прикладі велика сім'я споживає клубне благо. Їх називають специфічними товарами для дітей і їх також можна назвати клубними благами. 
Конкретні приклади благ для приватних клубів - членство в тренажерних залах, клубах для гольфу чи басейнах. Обидві організації генерують додаткові збори за використання. Наприклад, людина може не користуватися басейном дуже регулярно. Тому замість приватного басейну ви стаєте членом клубного пулу. Стягуючи членські внески, кожен член клубу платить за пул, роблячи його загальним ресурсом власності, але все ще виключним, оскільки ним можуть користуватися лише члени. Отже, послуга є виключною, але вона, однак, не є конкурентоспроможною у споживанні, принаймні до досягнення певного рівня перевантаженості. Ідея полягає в тому, що індивідуальне споживання та оплата є низькими, але сукупне споживання дає змогу економити на масштабі та знижувати виробничі витрати на одиницю продукції. 

### Клубні блага в Ізраїлі
Аналізуючи ультраправославних євреїв в Ізраїлі, економіст Елі Берман пише: 
Релігійні заборони можна розуміти як надзвичайний податок на світську діяльність поза клубом, що замінює благодійну діяльність в межах клубу. Релігійна громада, яка не має податкового органу або не може достатньо субсидувати благодійну діяльність, може обирати заборони для активізації цієї діяльності серед членів. Наприклад, дотримання суботи та дієтичні обмеження можуть бути раціоналізовані таким підходом. У цьому контексті посилення суворої релігійної практики є ефективною реакцією громади на підвищення реальної зарплати та збільшення зовнішніх субсидій.

## Клубна теорія
Джеймс М. Б'юкенен розробив теорію клубів (вивчення клубних благ в економіці) у своїй праці "Економічна теорія клубів" в 1965 році. Він виявив, що в неокласичній економічній теорії та теоретичній економіці добробуту йдеться виключно про приватну власність, а всі товари та послуги приватно споживаються або використовуються. У 1965 році вчені почали розширювати теоретичні рамки, а також розглядалися питання комунальної або колективної власності та споживання. 
Пол А. Самуельсон зробив важливе положення в цьому плані, зробивши різке концептуальне розмежування благ, які є суто приватними, і благ, які мають суто державний характер. Попри те, що він розширив існуючі раніше теоретичні рамки, Б'юкенен виявив, що все ще існує відсутність ланки, яка б охоплювала весь спектр можливостей споживання власності. Цей розрив містив блага, які були виключними, поділялися більшістю людей, ніж зазвичай поділяють приватне благо, але менше людей, ніж зазвичай поділяють суспільне благо. Весь спектр охоплював би виключно приватну діяльність з одного боку та суто публічну чи колективізовану діяльність з іншого. Тому, за словами Бюкенана, на поле потрібно було додати теорію клубів. 
Метою його теорії було розв'язати питання щодо визначення "розміру найбільш бажаного режиму розподілу витрат і споживання". 
Модель ґрунтувалася на припущеннях, що люди мають подібні преференції як до приватних, так і до державних благ, розміру хорошого клубу та рівного розподілу витрат. Економічна теорія клубів далі намагалася відповісти на недостатню пропозицію забезпечення суспільних благ. Надання клубних благ іноді може стати альтернативою положень громадського блага федеральним чи центральним урядом. Проблема теорії клубу полягає в тому, що вона може не призвести до рівномірного і демократичного розподілу блага у загальному підсумку через його властивості виключності. Джеймс М. Б'юкенен цікавився насамперед добровільними клубами. У цих випадках хороша теорія клубу може критично оцінити, як досягти оптимальної кількості членів клубу, а також максимальної корисності для членів клубу. 
Прикладами приватних благ, які Джеймс М. Б'юкенен запропонував для ілюстрації цієї концепції, були стрижка волосся та взуття. Двоє людей не можуть одночасно носити однакову пару взуття, але двоє і більше людей можуть по черзі носити їх. Зі збільшенням кількості людей, які діляться однією парою взуття, кількість корисності, яку кожна людина отримує від взуття, зменшується. У випадку обслуговування, як стрижка, застосовується та ж логіка. Спільне використання стрижки означає, що витрачається половина стрижки на місяць, або половина фізичної одиниці обслуговування. Тому корисність для особи, що випливає з цієї послуги, знижується. 
Але кожен новий член (або співвласник) допомагає знизити вартість блага клубу, тому буде якийсь оптимальний розмір блага, який максимально виграє для його членів. 
У 90-х роках Річард Кронес та Тод Сендлер створили три умови для визначення оптимального розміру клубу, які ґрунтувалися на вирівнюванні витрат та вигод на межі.  
Перша умова забезпечення -  вимагає визначення вигоди для членів від зменшення витрат на перевантаження та встановлення їх у порівнянні з вартістю потужностей. 
Друга умова використання - вимагає ефективного використання потужностей. Тут плата за користування прирівнюється до граничної вигоди членів від споживання та витрат до перевантаженості, які участь накладає на інших. Якщо плата встановлена занадто низько, місткість клубу буде надмірно використана, якщо плата зависока, потужність буде недостатньо використана. Отже, клубне благо повинно оцінюватися таким чином, щоб відбивати переваги членів щодо скупченості. 
Третя умова - додавати нових членів до клубу, поки гранична вигода від додаткового членства не дорівнює граничним витратам навантаження. 
Через ці три умови зазвичай ціна на клубні блага складається з двох частин. Одна - це фіксовані авансові членські внески, а друга - плата за одиницю для досягнення оптимального використання. Що стосується чистого суспільного блага, на кшталт політичного лобіювання, тут ціноутворення з двох частини неможливо, але клуб може надавати вибіркові стимули, так звані привілеї лише для членів клубу, наприклад, передплата на журнал клубу. Оскільки клуби змагаються за членів, до тих пір, поки клуби можуть вільно закриватися і члени можуть вільно виходити, ціни на клуби будуть відповідати витратам. Безкоштовний варіант виходу заважає клубам стягувати зависокі ціни, але стимулює безперешкодний вихід.
Теорія клубів інтенсивно застосовується у царині міжнародних альянсів. Олсон і Зекгаузер (1967) опублікували аналіз розподілу витрат Організації Північноатлантичного договору (НАТО). Зокрема, вони визначають умови, за яких членам клубу було б цікаво збільшити чисельність НАТО. Відповідно до них кожен член платить внески, виходячи зі своїх конкретних граничних значень. Тому частки витрат обчислюються виходячи із загальних витрат клубу та розміру групи. Вони зазначають, що Сполучені Штати - це найбільший внесок у НАТО, а також в колективну мету інституції. Виникає питання: чи є розумними відмінності у членському внеску, враховуючи оцінку кожної країни, надану НАТО. В іншому випадку розподіл частки витрат є несправедливим, і деякі країни-члени будуть вільними.     

## Дивись також
- Benefit principle[en]
- Спільне споживання
- Exit (economics)[en]
- Теорія суспільного вибору
- Трагедія спільного
- Державні фінанси
- Можливість податкового вибору
- The Logic of Collective Action[en]
- Voluntarism (action)[en]

## Зовнішні посилання
Econ Port Classification Table for Types of Goods [Архівовано 26 січня 2021 у Wayback Machine.]